# Catedrala din Augsburg
Catedrala din Augsburg, cu hramul Vizita Fecioarei Maria (2 iulie), este un monument istoric din secolul al X-lea situat în centrul orașului Augsburg. Nava romanică a fost extinsă în secolul al XIV-lea cu un cor gotic.
În data de 19 ianuarie 1690 a avut loc în catedrală încoronarea Eleonorei Magdalena ca împărăteasă. O săptămână mai târziu, pe 26 ianuarie 1690, a avut loc încoronarea lui Iosif I ca rege romano-german, în prezența mamei sale și a împăratului Leopold I al Sfântului Imperiu Roman, tatăl său.